# Guillaume-Hugues d'Estaing
Guillaume-Hugues d'Estaing (Étain, Lorena, ca 1400 - Roma, 28 d'octubre de 1455) va ser un cardenal francès del segle xv, membre de l'orde dels benedictins.

## Biografia
D'Estaing va obtenir un doctorat in utroque iur. Va ser ardiaca de Verdun i de Metz i un dels electors de l'antipapa Fèlix V.
L'antipapa Fèlix V el nomena cardenal en el consistori del 6 d'abril de 1444, però declina la promoció i pren partit pel papa Nicolau V, que l'absol i el fa cardenal al consistori del 19 de desembre de 1449.
D'Estaing va ser Camarlenc del Col·legi Cardenalici l'any 1452-1453. Va participar en el conclave de 1455, on Calixt III és elegit papa i va ser traslladat a la diòcesi de Frejus l'any 1454.